# Ударное (Краснодарский край)
Ударное (ранее Сиротский) — село в Крымском районе Краснодарского края. Входит в состав Киевского сельского поселения.

## История
В 1963 году указом Президиума Верховного Совета РСФСР хутор Сиротский переименован в село Ударное Крымского сельского района.

## Население
| 1999 | 2002 | 2010 |
| ---- | ---- | ---- |
| 73   | ↗76  | ↘62  |